# Валкеала
Валкеала (фин. Valkeala) — упразднённая волость в губернии Южная Финляндия (существовала в 1997—2009 годах) Финляндии. Ныне территория региона Кюменлааксо.

## География
Волость находилась возле города Коувола, у озера Векаранярви. Площадь Валкеалы составляет 1004,4 км², из которых 143,47 км² площади приходится на водную территорию.

## Инфраструктура
В районе озера Векаранярви c 1974 года дислоцируется подразделение финской армии «Карельская бригада» (Karjalan prikaati).

## История
В 2009 году шесть волостей — Коувола, Куусанкоски, Элимяки, Анджаланкоски, Валкеала и Яала были объединены в одну новую волость Коувола, чьё население составило более 80000 человек и теперь Коувола находится на 10-м месте по населению среди волостей Финляндии.

## Население
Волость была одноязычной финской.
Согласно последней переписи населения в Валкеала проживало 11238 человек (2003 год). Плотность населения составляла 13,1 человек на 1 км².

## Известные уроженцы
- Арво Аскола (1909—1975) — финский легкоатлет, призёр Олимпийских игр.
- Туомас Кансикас (род. 1981) — бывший финский футболист, игравшей на позиции левого защитника.
- Виса Хонгисто (род. 1987) — финский спринтер.

## Достопримечательности
Валкеала получила известность своим национальным парком Реповеси.